# West
A West egy német cigarettamárka, a brit Imperial Tobacco védjegye. A márka több mint 90 országban ismert.

## Története
A West cigarettát 1981-ben árusították először a német piacokon. Először azonban 1987-ben jelent meg a szupermarketekben, ekkor már védjegy is volt található rajta.

## Fajták
West hagyományos: a legelterjedtebb fajtája, mely vörös dobozban kapható, 10 mg kátrányt és 0.9 mg nikotint tartalmaz.
West ezüst: a második legelterjedtebb fajta, amelyet fehér dobozban árusítanak, 7 mg kátrányt, illetve 0.6 mg nikotint tartalmaz.
West Blue: kék dobozban értékesítik a piacokon aránya 4 mg kátrány, 0.4 mg nikotin.
West Rich Blue: szintén kék dobozos, a legerősebb ízesítésű a kék dobozosok között, 8 mg kátrányt tartalmaz, valamint 0.7 mg nikotint.

## Szponzorálás
A West felirat először a Zakspeed Formula–1-es autókon volt látható 1985 és 1989 között. 2000 és 2002 között a Sito Pons csapatnak volt a szponzora a Moto GP-ben.
Fő szponzora volt a Formula–1-ben a McLaren csapatnak 1997 és 2005 között, azonban a szerződést fel kellett bontani, mivel az Európai Unió betiltotta a dohánytermékek reklámozását, ezután a csapat szponzora a Vodafone lett.

## Külső hivatkozások
- A West honlapja
- West Tabak Archive (német nyelven). Tabakstore